# Bolívie
Bolívie (španělsky  Bolivia, kečuánsky Puliwya, ajmarsky Wuliwya, guaraní Volívia), plným názvem Bolivijský mnohonárodnostní stát (španělsky Estado Plurinacional de Bolivia, kečuánsky Puliwya Achka Aylluska Mamallaqta, ajmarsky Wuliwya Walja Suyunakana Marka, guaraní Tetã Hetãvoregua Mborívia), je vnitrozemský stát Jižní Ameriky. Na západě hraničí s Peru a Chile, na jihu s Argentinou, na jihovýchodě s Paraguayí a na východě a severu pak s Brazílií. Své jméno má po prvním prezidentu Simónu Bolívarovi.

## Dějiny

### Dějiny do získání nezávislosti

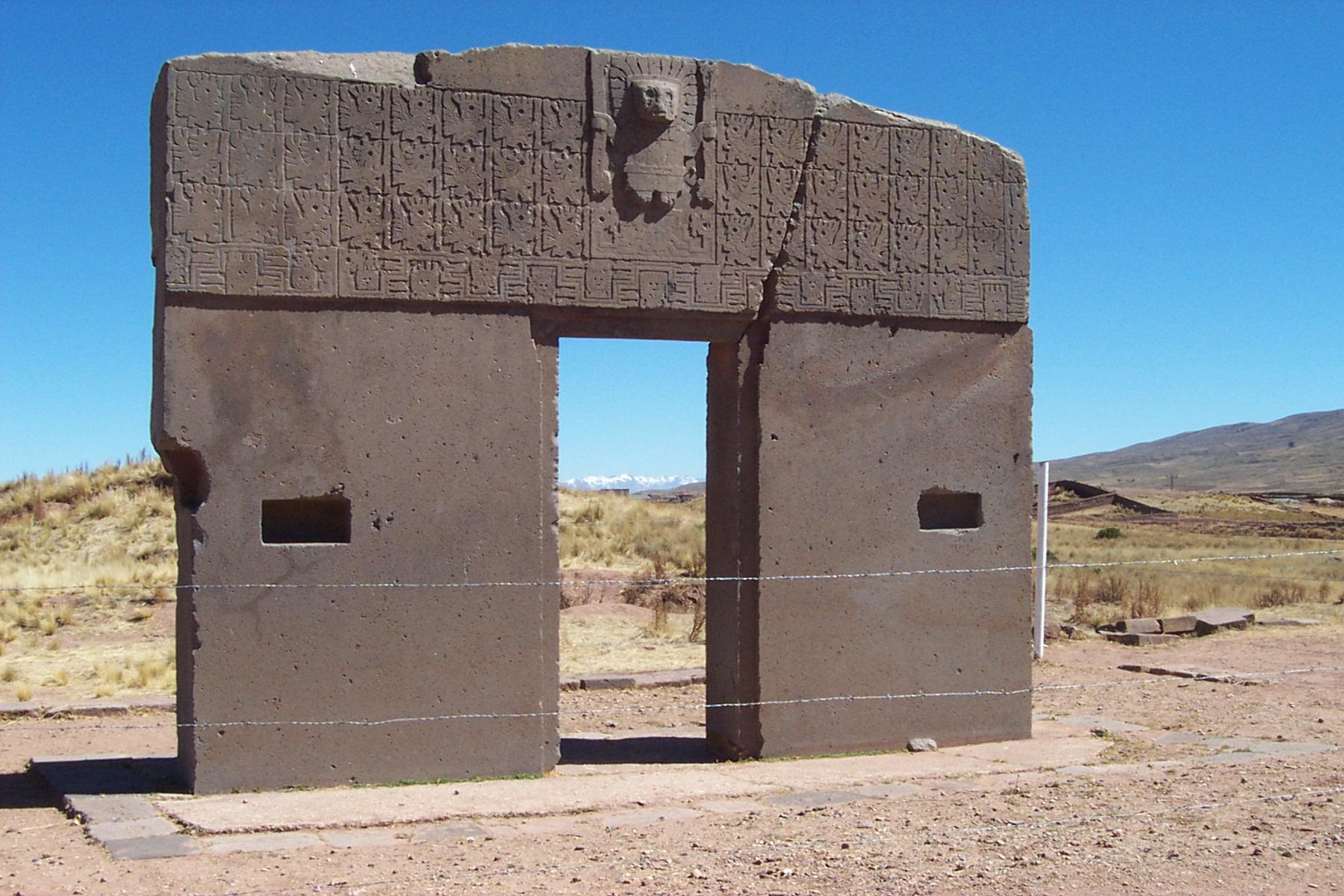
Sluneční brána v Tiwanaku

Bolívie byla domovem Tiwanaků, jedné z prvních významných andských kultur. Tato civilizace byla soustředěna kolem města Tiwanaku a trvala přibližně do roku 1000 n. l. Do 15. století bylo toto území nejprve pod kontrolou Ajmarů a pak Inků. Ve 30. letech 16. století smetli španělští dobyvatelé inckou civilizaci a začala dvousetletá éra španělské nadvlády. V roce 1545 bylo objeveno na jihozápadě země největší naleziště stříbra na světě. V oblasti bylo vystavěno město Potosí, které se stalo ekonomickým centrem oblasti. Území Bolivíe tvořilo v koloniálním období královskou audiencii Charcas (později se začal používat název „Horní Peru“), ve východní části Bolívie založili v 17. století jezuité své redukce na území Chiquitos. V letech 1780–1782 došlo k indiánskému povstání pod vedením Tupaka Katariho, které si vyžádalo přes 100 000 obětí a při kterém byli hromadně zabíjeni běloši a míšenci. V roce 1809 vypuklo povstání kreolů proti španělské nadvládě okolo měst Sucre a La Paz. V roce 1824 porazila armáda vedená Bolívarovým poručíkem Antoniem José de Sucrem španělské vojsko v bitvě u Ayacucha v Peru. Rok na to se osadníci odtrhli od Španělska a pojmenovali svou zemi po velkém hrdinovi jihoamerických bojů za nezávislost, Venezuelci Simónu Bolívarovi, Bolívie. Prvním prezidentem se stal Simón Bolívar, druhým už zmíněný poručík de Sucre.

### Nezávislost

Územní ztráty Bolívie

Od získání nezávislosti je bolivijská historie ve znamení válek, nepokojů a vojenských vlád. V letech 1836–1839 byla Bolívie součástí Peruánsko-bolivijské konfederace. Konfederace se rozpadla, když jí Chile vyhlásilo válku. V letech 1879–1883 proběhla pacifická válka. Bolívie po boku Peru bojovala proti svému dlouholetému nepříteli Chile. Chile zcela neutralizovalo peruánské loďstvo a vtrhlo do Bolívie a Peru. Válka skončila pro Bolívii a Peru katastrofou. Chilská armáda se dostala až k hlavnímu městu Peru, k Limě. Obě země ztratily část svého území. Bolívie ztratila departement Litoral, svůj jediný přístup k moři a největší naleziště ledku na světě.

### Současnost
V roce 1900 byla objevena velká ložiska cínu. Země se začala ekonomicky rozvíjet. V letech 1932–1935 vedla Bolívie s Paraguayí válku o Gran Chaco. Výsledkem byla ztráta území Chaco na jihovýchodě země. Od roku 1943 následuje série krvavých pučů a vojenských diktatur. V roce 1952 byli vojáci zbaveni moci, jíž se chopila civilní vláda. Byly znárodněny cínové doly a indiáni dostali poprvé volební právo. Další vlna vojenských vlád začala v roce 1964 a skončila až v roce 1982, kdy se k moci opět dostali civilisté. Prezidentem se stal Sánchez de Lozada. V letech 1993–2001 začal intenzivní rozvoj ekonomiky a infrastruktury. Země se zařadila mezi demokratické státy. Avšak stálým problémem je velký rozdíl mezi bohatým východem a chudým západem země. V roce 2007 vyhlásily východní departementy vedené největším a nejbohatším departementem Santa Cruz autonomii, aby mohly snáze kontrolovat své nerostné bohatství. Vláda vedená prezidentem Evo Moralesem tento akt neuznala a ani následné referendum v roce 2008 nebrala na vědomí. Tato situace je příčinou napětí v oblasti.

## Státní symboly

### Vlajka
Bolivijská vlajka je tvořena třemi vodorovnými pruhy: červeným, žlutým a zeleným. Na státní vlajce je ve středu žlutého pruhu umístěn státní znak.

### Znak
Bolivijský státní znak je tvořen oválem s krajinou a horou Potosí v přirozených barvách. Hora je zezadu osvícená sluncem, před ní je jihoamerická lama, snop pšenice a palma (dříve chlebovník). Ovál má úzký zlatý lem a širší modrý lem se zlatým nápisem BOLIVIA v horní části a deseti zlatými, pěticípými hvězdami v dolní části. Za oválem jsou dvě zkřížené dělové hlavně, dvě trojice bolivijských vlajek, dva páry pušek, frygická čapka a incká válečná sekyra. Na ovále sedí před vavřínovými větvemi kondor.

## Geografie

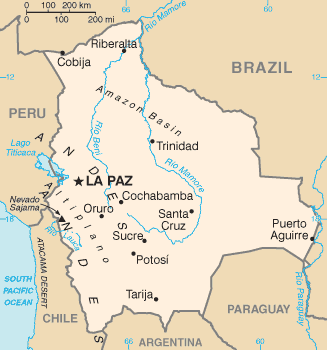
Mapa Bolívie

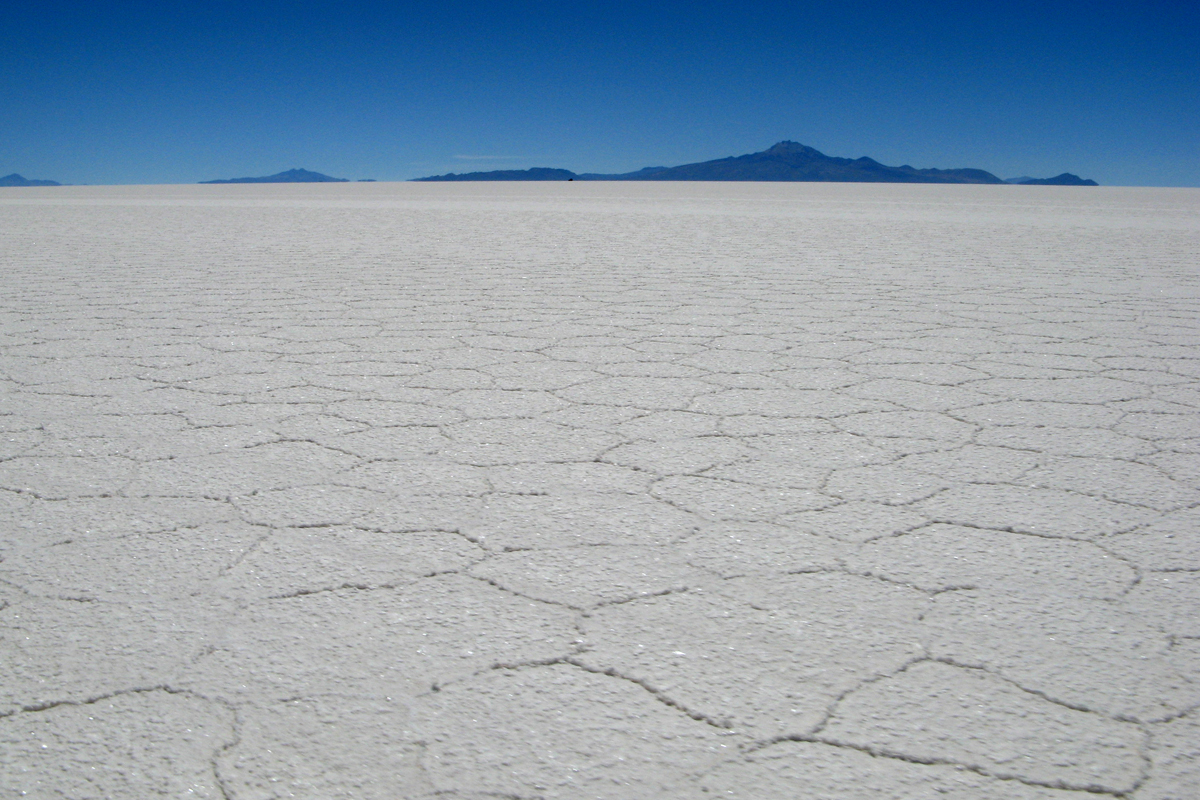
Salar de Uyuni je největší solná pláň na světě

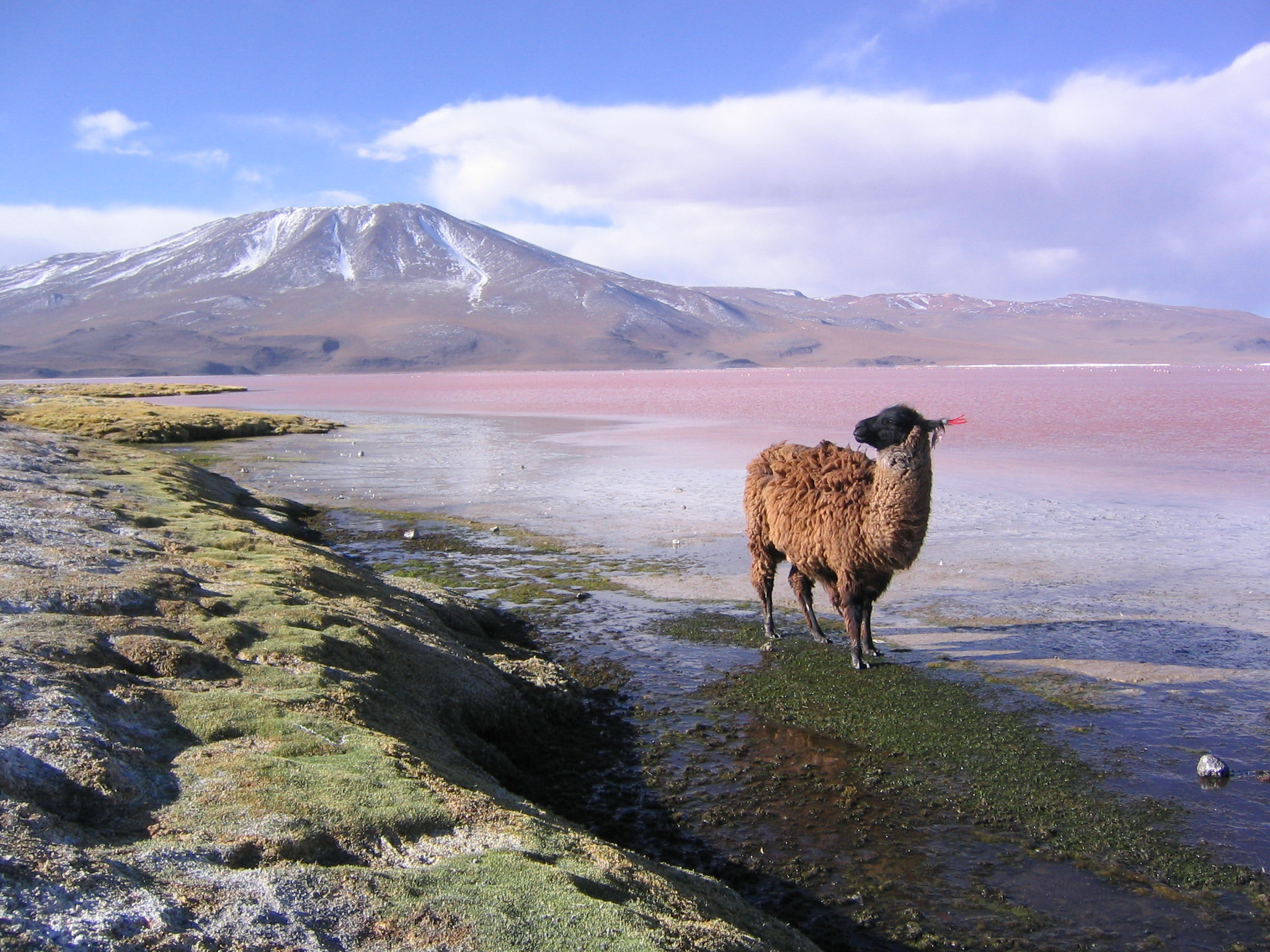
Bolivijské Altiplano

Země se nachází v centrální části Jižní Ameriky na ploše 1 098 581 km². Bolívie ztratila přístup k pobřeží Tichého oceánu v tzv. válce o ledek v roce 1879. Největšími městy jsou La Paz (v českém překladu Mír), El Alto, Santa Cruz de la Sierra a Cochabamba. Hlavní města Sucre a La Paz patří mezi nejvýše položená hlavní města světa.
Severní část země je odvodňována systémem řek Beni a Mamoré do Amazonky. Oblast Gran Chaco na jihovýchodě je v povodí řeky Paraná (Paraguay).

### Geologie
Bolivijské Andy jsou v podstatě náhorní plošinou, ohraničenou vysokými horskými hřbety. Na jihozápadě je Altiplano vyplněno slaným jezerem Poopó a slanými močály Salar de Uyuni a Salar de Coipasa. Při hranicích s Peru na severozápadě zasahuje na území Bolívie pánev jezera Titicaca, které je tektonického původu. Altiplano lemují na západě Západní Kordillera (zde leží nejvyšší vrchol Bolívie, vulkán Nevado Sajama s 6542 m) a na východě Centrální Kordillera. Na bolivijsko-chilsko-argentinském trojmezí ční nejvýše Cerro Zapaleri s vrcholem 5653 m n. m. Severně od La Pazu se nachází horské pásmo Cordillera Real se známými vrcholy Illimani a Huayna Potosí. Dále k severu a severovýchodu sestupují Andy až do Amazonské nížiny, na jihovýchodě do Gran Chaca. Přechodná oblast andského předhůří se nazývá Yungas.
V Bolívii (nedaleko hlavního města Sucre) byla také objevena dosud největší známá fosilní stopa teropodního dinosaura - je jí exemplář dlouhý 115 cm, objevený roku 2016. Původce obří stopy patřil pravděpodobně mezi abelisauridní teropody a žil v době před asi 80 miliony let. Jeho délka mohla přesahovat 12 metrů.

### Podnebí
Altiplano a Západní Kordillera jsou suché, spadne zde méně než 150 mm srážek a v Centrální Kordilleře jsou srážky bohatší, např. v La Pazu je průměrný roční úhrn srážek 570 mm. Průměrná teplota v nejteplejším měsíci lednu je v La Pazu 11,5 °C, v nejstudenějším červenci 7 °C. Podnebí Yungas je teplé s vydatnými srážkami – Concepción, průměrné měsíční teploty se pohybují mezi 20 °C a 25 °C, 1 150 mm srážek za rok. Amazonská nížina je teplejší – teploty kolem 26 °C, a vlhčí – až 3 000 mm srážek.

## Politický systém

### Administrativní členění

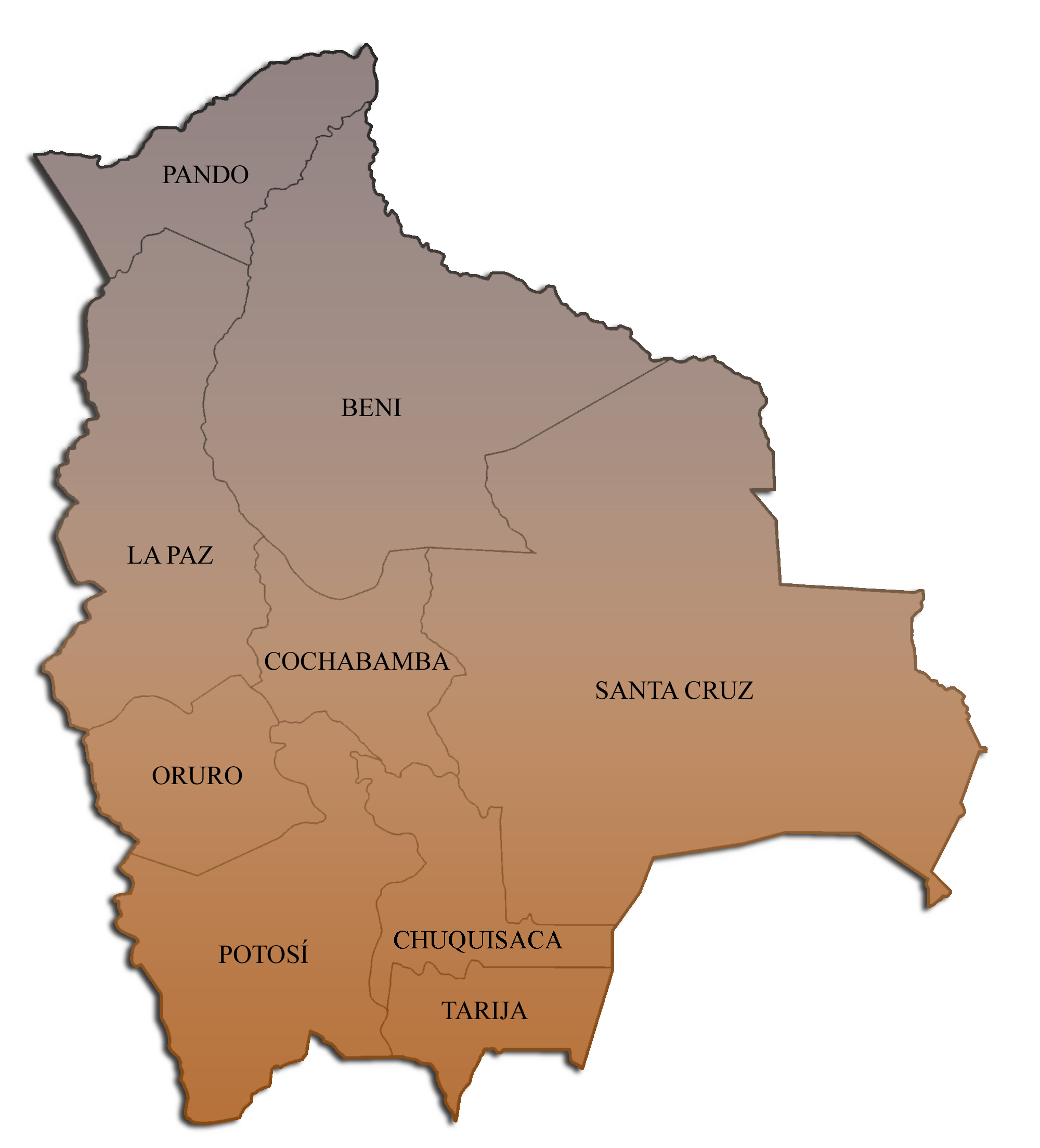
Departementy Bolívie

Bolívie se člení na devět departementů/departamentos (v závorce uvedeno hlavní město):
- Departement Beni (Trinidad)
- Departement Chuquisaca (Sucre)
- Departement Cochabamba (Cochabamba)
- Departement La Paz (La Paz)
- Departement Oruro (Oruro)
- Departement Pando (Cobija)
- Departement Potosí (Potosí)
- Departement Santa Cruz (Santa Cruz de la Sierra)
- Departement Tarija (Tarija)

Departementy se dále dělí do 112 provincií (provincias), provincie se ještě člení do mnoha kantonů (cantones) a obcí (municipalidades).

## Ekonomika

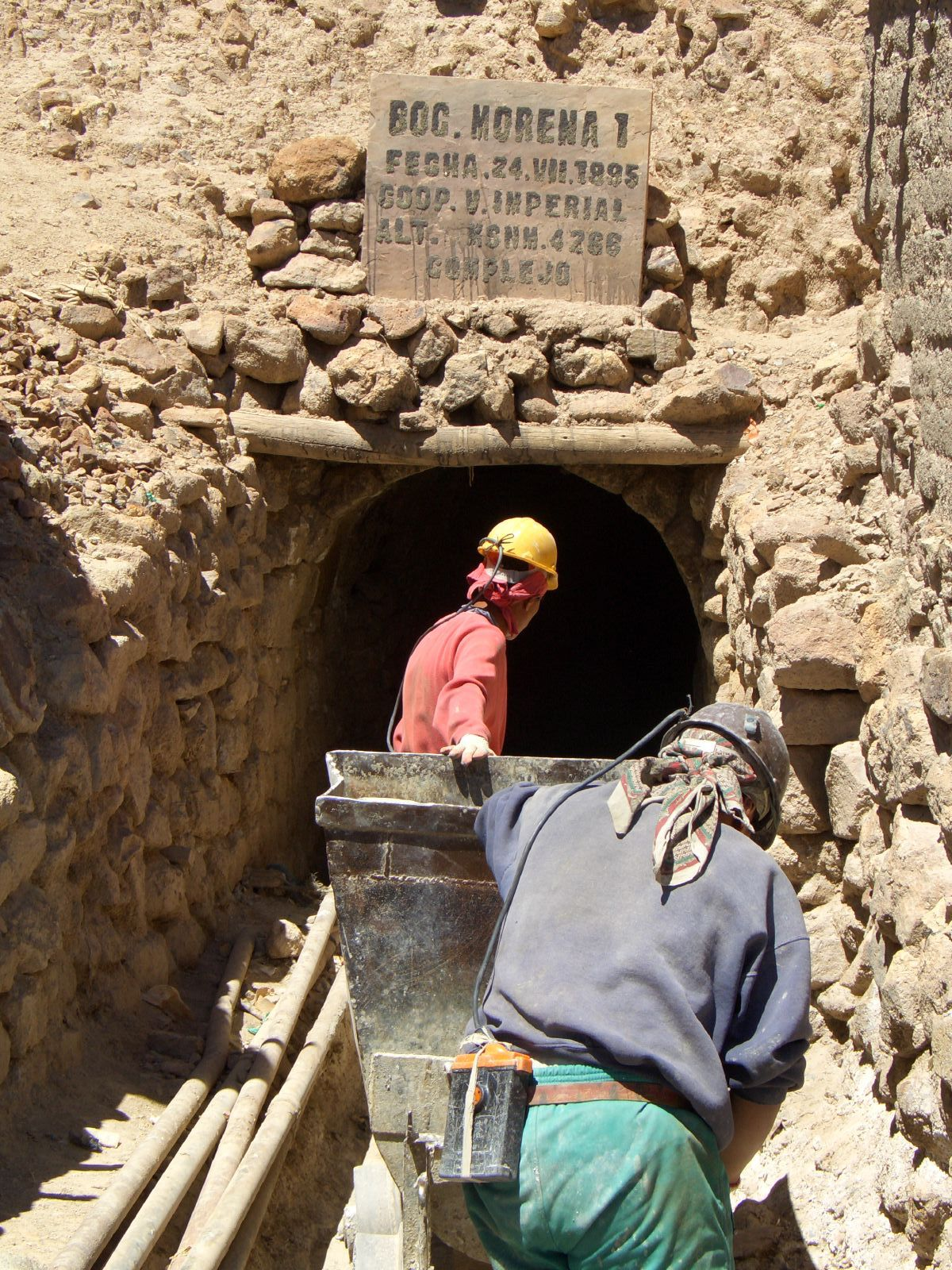
Horníci v Potosí

Bolívie patří k nejchudším a nejméně rozvinutým zemím Jižní Ameriky. Vinou politické nestability země většina jejích obyvatel, a zejména indiánů, dodnes žije ve značné chudobě. Hlavním odvětvím hospodářství je těžba nerostných surovin. Bolívie disponuje nesmírným nerostným bohatstvím včetně rozsáhlých ložisek rud stříbra. Právě ta sem přivábila Španěly, kteří zemi vládli od 16. století až do chvíle, kdy povstala se zbraní v ruce a roku 1825 získala nezávislost. Dále se zde těží antimon, cín, wolfram, ropa, zemní plyn, zinek, olovo, zlato a lithium. Bolívie vyváží hlavně nerosty včetně cínu. Je střediskem rozsáhlého ilegálního obchodu s kokainem.
Prezident Evo Morales znárodnil ropný průmysl i těžbu plynu a cizí těžaře výrazně omezil. V současnosti usilují zejména japonské koncerny (Mitsubishi, Sumimoto) o získání licence na těžbu lithia, jehož se v Bolívii nachází polovina světových zásob a jež se využívá pro výrobu akumulátorů elektromobilů a hybridních motorů. Dozor nad těžbou lithia má státní agentura Comibol a cizince hodlá připustit nanejvýš jako minoritní společníky, raději jako zákazníky. Do konce roku 2009 má být otevřen první bolivijský lithiový důl Río Grande na Salar de Uyuni.
V roce 2019 byla země osmým největším výrobcem stříbra na světě; čtvrtým největším světovým producentem bóru; pátým světovým producentem antimonu; pátým největším producentem cínu; šestým producentem wolframu; sedmým největším těžařem zinku a osmým největším těžařem olova.
Hlavní odvětví průmyslu jsou potravinářství a petrochemie. Nejdůležitějšími zemědělskými plodinami jsou kukuřice, rýže, pšenice, ječmen, brambory, maniok, sója, cukrová třtina, banány, citrusy a káva. Živočišná výroba je orientována na chov skotu, prasat, ovcí, lam, alpak a drůbeže. Důležitá je produkce surové vlny. Významná je těžba dřeva a sběr kaučuku. Nejvýznamnější položkou exportu je zemní plyn, zinek a jeho rudy.
V roce 2018 produkovala Bolívie 9,6 miliónů tun cukrové třtiny, 2,9 miliónů tun sóji, 1,2 miliónů tun kukuřice, 1,1 miliónů tun brambor, 1 milión tun čiroku, 700 tisíc tun banánů, 541 tisíc tun rýže a 301 tisíc tun pšenice, v menším množství mandarinky, pomeranče, fazole a bavlnu.
Hlavními obchodními partnery pro dovoz zboží jsou Čína, Brazílie, Chile, Peru a Argentina. Dováží se hlavně petrolejářské výrobky, auta, pesticidy a surové železo. Vyváží se především ropný plyn, zlato, zinková ruda, sójová moučka. Hlavními obchodními partnery pro vývoz zboží jsou Indie, Brazílie, Argentina, Kolumbie a Japonsko.
Dopravní síť – silniční i železniční, je rozvinutá především v jižní polovině země. Důležitá je odbočka Panamerické dálnice, pro vývoz byla v minulosti využívaná železnice La Paz – Arica v Chile, ta je však již delší dobu mimo provoz. Rozvíjí se cestovní ruch (1 000 000 turistů ročně - 2018)nejnavštěvovanější turistickou oblastí je hraniční jezero Titicaca s plovoucími ostrovy, obydlenými lidmi Uros, a největší solná pláň na světě Salar de Uyuni.

## Obyvatelstvo

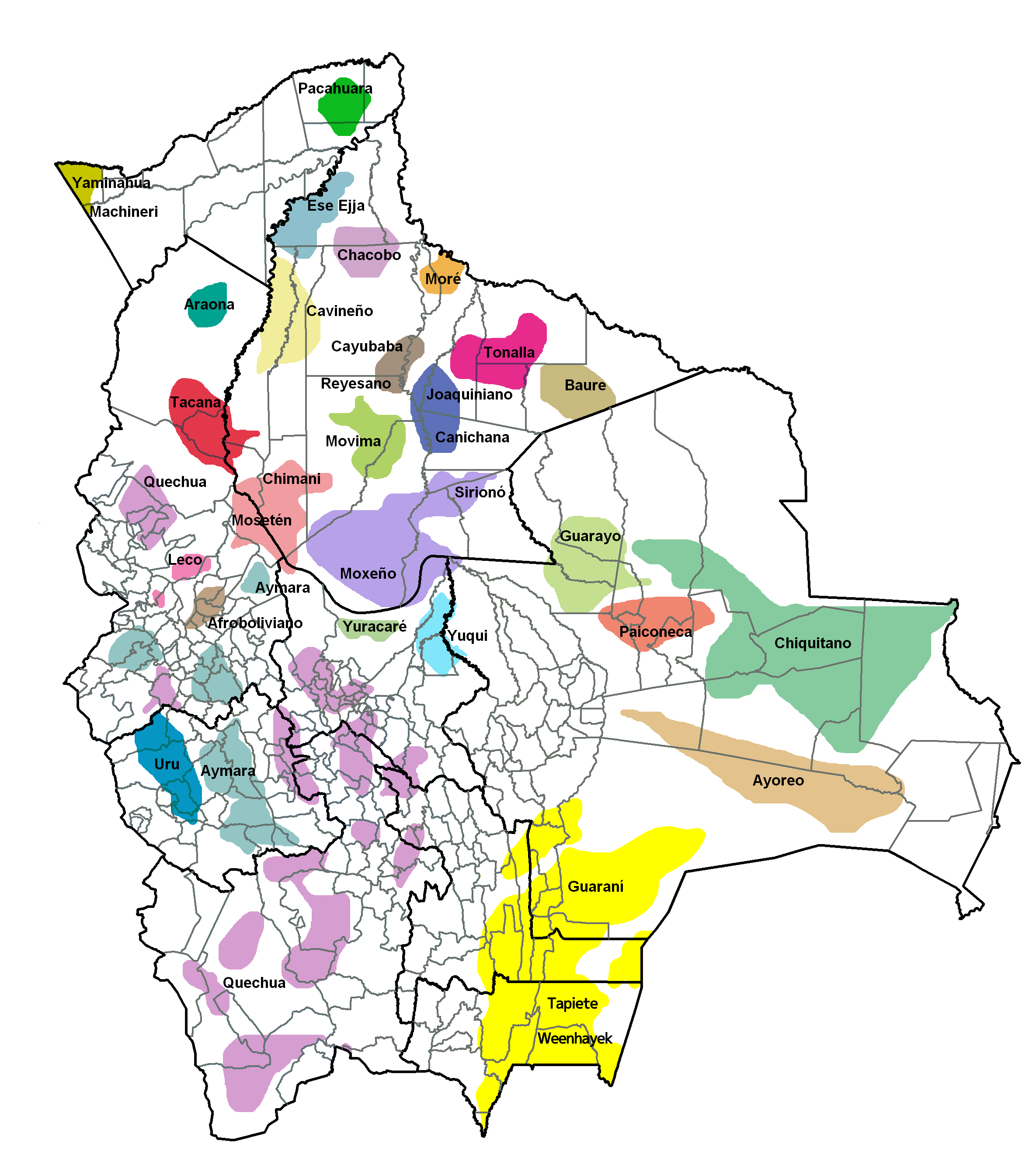
Indiánské etnické skupiny v Bolívii

Lidé na venkově žijí spíše v malých společenstvích; pěstují jen tolik plodin a chovají jen tolik domácích zvířat, aby uživili své rodiny. Některé ženy zhotovují keramiku nebo tkají látky, aby si něco přivydělaly. Ve městech je většina lidí zaměstnaná v továrnách a žije v tzv. barrios, což jsou čtvrti chatrných domů, jež obklopují městské centrum a neustále se rozrůstají. Hrstka bohatých oproti tomu bydlí v moderních domech či bytech a často vlastní velké pozemky.

### Etnografie
Bolívie je specifická tím, že více než polovinu jejího obyvatelstva (59 %) tvoří indiáni, zejména Kečuové (30 %) a Aymarové (25 %). Ostatní lidé (30 %) jsou převážně smíšeného (mesticové) či bílého původu (10 %).

### Jazyky
Úředními jazyky jsou španělština, kečujština, ajmarština, guaranština a dalších 31 indiánských jazyků – araona, ayoreo, baure, besiro, canichana, cavineño, cayubaba, chácobo, chimán, ese ejja, guarasu'we (pauserna), guarayu, itonama, leco, machineri, mojeño-trinitario, mojeño-ignaciano, more, mosetén, movima, pacawara, reyesano, sirionó, tacana, tapieté, toromona, uru-chipaya, weenhayek, yaminawa, yuki a yuracaré, nejvíce se však používá španělština.

### Náboženství
Dominujícím náboženstvím je křesťanství (92 % obyvatel jsou římští katolíci).